# Peggy McCarthy
Margaret Ann „Peggy“ McCarthy (* 1. März 1956 in Urbana, Illinois) ist eine ehemalige Ruderin aus den Vereinigten Staaten, die 1976 Olympiadritte mit dem Achter wurde. 

## Karriere
Die 1,75 m große Peggy McCarthy rückte 1976 in den Achter der Vereinigten Staaten. Der neu besetzte Achter erreichte bei den Olympischen Spielen 1976 in Montreal den dritten Platz hinter den Booten aus der DDR und der Sowjetunion. Nach einem siebten Platz mit dem Achter bei den Weltmeisterschaften 1977 belegte McCarthy bei den Weltmeisterschaften 1979 zusammen mit Carolyn Graves den fünften Platz im Zweier ohne Steuerfrau. 1980 war Peggy McCarthy Mitglied des US-Achters, der in Luzern den Achter aus der DDR schlug. Bei den Olympischen Spielen 1980 in Moskau traten wegen des Olympiaboykotts keine Sportlerinnen und Sportler aus den Vereinigten Staaten an. 1981 gehörte McCarthy zu einem Vierer mit Steuerfrau, der bei der Henley Royal Regatta siegte, bei der 1981 erstmals Frauen antreten durften.
Peggy McCarthy studierte Bauwesen an der University of Wisconsin und war später in Boston tätig.